# 7 (số)
7 (bảy hay bẩy) là một số tự nhiên ngay sau 6 và ngay trước 8.
- - Số bảy là số nguyên tố.
  - Số bảy là số may mắn của người Nhật Bản.
  - Bình phương của 7 là 49.
  - Căn bậc hai của 7 là 2,645751311.
  - Tất cả các số Fermat đều kết thúc bằng số 7

## Toán học

### Tính chất đặc biệt
7 là số nguyên tố, nghĩa là nó chỉ chia hết cho 1 và chính nó. Nó cũng là số nguyên tố Mersenne.
Nó là một số kì diệu mà lấy 1/7 = 0,(142857) (Tận cùng là 7 sau mỗi chu kì)
Ta nhận thấy rằng:
- 142857 × 1 = 142857.
- 142857 × 2 = 285714.
- 142857 × 3 = 428571.
- 142857 × 4 = 571428.
- 142857 × 5 = 714285.
- 142857 × 6 = 857142.

Đặc biệt 142857 × 7 = 999999.

### Các phép tính
Bảng nhân 7:
| Phép nhân | 1 | 2  | 3  | 4  | 5  | 6  | 7  | 8  | 9  | 10 | 11 | 12 | 13 | 14 | 15  | 16  | 17  | 18  | 19  | 20  | 21  | 22  | 23  | 24  | 25  | 100 | 1000 | 2000  |
| --------- | - | -- | -- | -- | -- | -- | -- | -- | -- | -- | -- | -- | -- | -- | --- | --- | --- | --- | --- | --- | --- | --- | --- | --- | --- | --- | ---- | ----- |
| 7 × x     | 7 | 14 | 21 | 28 | 35 | 42 | 49 | 56 | 63 | 70 | 77 | 84 | 91 | 98 | 105 | 112 | 119 | 126 | 133 | 140 | 147 | 154 | 161 | 168 | 175 | 700 | 7000 | 14000 |

Bảng chia 7 (7 là số bị chia và 7 là số chia với các số tương ứng):
| Phép chia | 1        | 2        | 3        | 4        | 5        | 6        | 7 | 8        | 9        | 10       |
| --------- | -------- | -------- | -------- | -------- | -------- | -------- | - | -------- | -------- | -------- |
| Phép chia | 11       | 12       | 13       | 14       | 15       |          |   |          |          |          |
| 7 ÷ x     | 7        | 3.5      | 2.3      | 1.75     | 1.4      | 1.16     | 1 | 0.875    | 0.7      | 0.7      |
| 7 ÷ x     | 0.63     | 0.583    | 0.538461 | 0.5      | 0.46     |          |   |          |          |          |
| x ÷ 7     | 0.142857 | 0.285714 | 0.428571 | 0.571428 | 0.714285 | 0.857142 | 1 | 1.142857 | 1.285714 | 1.428571 |
| x ÷ 7     | 1.571428 | 1.714285 | 1.857142 | 2        | 2.142857 |          |   |          |          |          |

Bảng lũy thừa (7 là cơ số hoặc số mũ với các số tương ứng):
| Lũy thừa | 1 | 2   | 3    | 4     | 5     | 6      | 7      | 8       | 9        | 10        |  | 11         | 12          | 13          |
| -------- | - | --- | ---- | ----- | ----- | ------ | ------ | ------- | -------- | --------- |  | ---------- | ----------- | ----------- |
| 7x       | 7 | 49  | 343  | 2401  | 16807 | 117649 | 823543 | 5764801 | 40353607 | 282475249 |  | 1977326743 | 13841287201 | 96889010407 |
| x7       | 1 | 128 | 2187 | 16384 | 78125 | 279936 | 823543 | 2097152 | 4782969  | 10000000  |  | 19487171   | 35831808    | 62748517    |

### Bảy bài toán thiên niên kỉ
Ngày 24/5/2000, Viện Toán học Clay công bố danh sách bảy bài toán chưa giải được với giải thưởng cho việc giải quyết mấu chốt trong việc giải mỗi bài là 1 triệu đô la Mỹ, bao gồm:
1. Giả thuyết Poincaré
2. Bài toán P=NP
3. Giả thuyết Hodge
4. Phương trình Navier-Stokes
5. Giả thuyết Riemann
6. Giả thuyết Birch và Swinnerton-Dyer
7. Bài toán Yang-Mills

## Hóa học

### Lớp và phân lớp electron nguyên tử
Trong nguyên tử các electron sắp xếp thành 7 lớp, các lớp được sắp xếp từ gần hạt nhân ra ngoài . Đó là:
- Lớp K (n=1) có 1 phân lớp, đó là phân lớp 1s và 1 obitan.
- Lớp L (n=2) có 2 phân lớp, đó là các phân lớp 2s và 2p và 4 obitan.
- Lớp M (n=3) có 3 phân lớp, đó là các phân lớp 3s, 3d và 3p và 9 obitan.
- Lớp N (n=4) có 4 phân lớp, đó là các phân lớp 4s, 4d, 4d và 4f và 16 obitan.
- Lớp O (n=5) có 5 phân lớp và 25 obitan.
- Lớp P (n=6) có 6 phân lớp và 36 obitan.
- Lớp Q (n=7) có 7 phân lớp và 49 obitan.

Số obitan trong các phân lớp d, p, d, f lần lượt là các số lẻ: 1, 3, 5, 7. Số obitan của f lớn nhất: 7 obitan.

### Bảng tuần hoàn các nguyên tố hóa học
Trong bảng tuần hoàn các nguyên tố hóa học có 7 chu kì. Chu kì 7 bao gồm các nguyên tố phóng xạ như Ranxi (số hiệu nguyên tử 87), rađi (số hiệu nguyên tử 88),...Các nguyên tử halogen (flo, clo, brom, iod, atalin) có 7 electron lớp ngoài cùng trong nguyên tử. Do đó chúng nằm ở nhóm VIIA trong bảng tuần hoàn.

### Nitơ
7 là số hiệu nguyên tử của nguyên tố Nitơ (N). Do đó nguyên tử Nitơ có 7 electron và 7 proton. Nitơ là chất khí không màu, không mùi, không vị, ít tan trong nước. Trong không khí, thể tích khí Nitơ chiếm 78%, lớn nhất trong tất cả các khí.

### Thang độ pH
Trong thang độ pH, nước trung tính có pH= 7. Nếu pH tăng dần thì tính base tăng lên và ngược lại nếu pH giảm dần thì tính axit tăng. Do đó quỳ tím đổi màu Đỏ khi gặp môi trường axit, nó đổi màu Xanh khi gặp môi trường base.

### Hợp chất hữu cơ
Có tới 9 ankan có 7 Cacbon trong phân tử. Heptan là một trong số đó (Hình dưới). 

## Vật lý

### Bảy màu sắc trong tự nhiên

Cầu vồng có bảy màu

Khi mặt trời chiếu qua một bầu khí quyển trong sạch, ánh sáng có vẻ trắng. Ánh sáng trắng gồm vô số màu. Khi mặt trời chiếu qua nước mưa, nó phân ra thành 7 màu vì những giọt nước mưa hành động như những lăng kính nhỏ. Khi đó, ánh sáng trắng bị khúc xạ và mỗi màu nghiêng theo một góc khác nhau để cho ta thấy những màu khác nhau trải dài thành giải dưới dạng một hình cung. Đó là cầu vồng gồm 7 màu:
- Đỏ
- Cam
- Vàng
- Lục
- Lam
- Chàm
- Tím

### Các đơn vị cơ bản
Hệ đo lường quốc tế (viết tắt SI, tiếng Pháp: Système International d'unités) là hệ đo lường được sử dụng rộng rãi nhất. Trong hệ này, có bảy đơn vị cơ bản trong hệ SI bao gồm:
- Khối lượng: kilogam
- Cường độ ánh sáng: candela
- Thời gian: giây
- Cường độ dòng điện: Ampe
- Số hạt: mol
- Độ dài: mét
- Nhiệt độ: kelvin

Nó được sử dụng trong hoạt động kinh tế, thương mại, khoa học, giáo dục và công nghệ nhiều nước trên thế giới ngoại trừ Mỹ, Liberia và Myanma.